# Paryrias lineata
Paryrias lineata là một loài bướm đêm trong họ Noctuidae.